# Imma Turbau
''Imma Turbau'' (Gerona, 1974) es una escritora, periodista y gestora cultural española. Conocida por su obra literaria, así como por su labor en la dirección y programación cultural a nivel internacional, Turbau destaca también por ser pionera en la aplicación de tecnología y transformación digital en la cultura.
Según entrevistas y declaraciones públicas, Turbau combina una orientación intelectual y humanista con espíritu innovador y liderazgo transversal. Diversos análisis periodísticos la describen tan reflexiva como dinámica, analítica y empática.

## Trayectoria
Se licenció en Comunicación Audiovisual por la Universidad de Navarra en 1996. Comenzó colaborando en medios como ''El Punt Diari'' y Ràdio Catalunya. Su carrera en gestión cultural inició en Fnac (1996-2006), donde fue responsable de comunicación, programación y estrategia cultural para España, Portugal, Italia y Brasil.
En 2006 asumió la dirección del Ateneo Cultural de Casa de América en Madrid, y entre 2009 y 2012 ocupó el cargo de directora general. Como líder, impulsó programas de diálogo cultural, innovación y colaboraciones transatlánticas. El caso "Casa de América Virtual" fue reconocido y analizado por IESE, Harvard y NYU como ejemplo de innovación en gestión cultural.
Posteriormente, ha sido asesora y docente en comunicación y transformación digital, colaborando con instituciones como Museo Thyssen Bornemisza, Ministerio de Cultura, y proyectos internacionales de arte digital y criptoarte. Es cofundadora de la comunidad StoryDao (Web3) y trabaja desde 2023 en desarrollos de inteligencia artificial, tanto en el diseño como en su codificación responsable y ética.

## Obra Literaria
''El juego del ahorcado'' (Mondadori, 2005) — Novela traducida al italiano y al portugués. Su edición más reciente resalta el enfoque feminista y su capacidad para aunar novela psicológica, thriller y retrato costumbrista de la España de los 80 y 90. La novela fue adaptada al cine por Manuel Gómez Pereira , con guión de Turbau y Salvador García Ruiz. La película fue candidata a los Premios Goya.
''¿Por dónde empiezo?'' (Ariel, 2012) — Guía profesional para la gestión y comunicación de eventos culturales.
''El rostro del tiempo'' (Navona, 2017) — Su segunda novela, centrada en el paso del tiempo y la construcción de la identidad.
También ha publicado relatos en antologías y revistas nacionales e internacionales.

## Actividad reciente y reconocimientos
En los últimos años, Turbau ha enfocado parte de su labor en la relación entre arte y tecnología, criptoarte, y gestión de proyectos culturales en entornos digitales. En 2022-2024 ha impartido conferencias y talleres sobre NFTs y transformación digital en instituciones como el Museo Reina Sofía y Open Studio. Recientemente, ha colaborado como panelista en foros internacionales de tecnología y democracia.
Mantiene presencia activa en redes sociales, principalmente en X (antes Twitter) como @Immaturbau y en Instagram. En junio de 2024 publicó un vídeo creativo viral desde su perfil de Instagram.
Participa habitualmente en entrevistas y debates en prensa escrita, radio y medios digitales, donde expone su visión sobre literatura, feminismo y cultura digital.

## Publicaciones
- 2005 - El juego del ahorcado (Editorial Mondadori). La novela fue traducida al italiano y al portugués y tuvo edición de bolsillo y edición peruana. Manuel Gómez Pereira  junto a Salvador García Ruiz la adaptaron al cine y contaron con la colaboración de Imma Turbau para la escritura del guion.
- 2009 - Película El Juego del Ahorcado  [10]
- 2012 - ¿Por dónde empiezo? (Ed Ariel). Guía Práctica para programar, financiar y comunicar eventos culturales
- 2017- El rostro del tiempo (Navona Editorial).[11]